# David O. Selznick
David O. Selznick (Pittsburgh, 10 maggio 1902 – Los Angeles, 22 giugno 1965) è stato un produttore cinematografico e sceneggiatore statunitense.
Produttore e talent-scout dotato di grande fiuto ed inventiva, David O. Selznick realizzò alcuni tra i più grandi capolavori della Hollywood degli anni d'oro, tra cui il celeberrimo Via col vento (Gone With the Wind) (1939).

## Biografia
Nato da una famiglia di religione ebraica, originaria della Lituania ed emigrata negli Stati Uniti, entrò nel cinema dalla porta principale: la madre era Florence Anna Sachs, mentre suo padre, Lewis J. Selznick, era stato un gioielliere, ma nel 1912 aveva iniziato una carriera cinematografica come general manager alla Universal. Sulla sua scia operarono due dei suoi quattro figli: Myron S. (il maggiore, che sarebbe in seguito diventato un famoso agente cinematografico) e David, nati dal matrimonio di Lewis con Florence A. Sachs. Quando il loro padre si ritirò, i nomi di Myron e di David si trovavano al vertice delle più importanti case di produzione: Metro-Goldwyn-Mayer, Paramount ed RKO.
Come spiegato nelle sue memorie postume, il suo vero nome era semplicemente David Selznick. La O puntata che caratterizzò la sua firma per tutta la sua carriera, la aggiunse lui stesso proprio agli inizi, per distinguersi da un suo zio che gli era antipatico e portava il suo stesso nome. La scelta cadde sulla "O" perché quella era la lettera con la quale il nome gli sembrava suonasse meglio. Sono dunque errate tutte le versioni che gli attribuiscono un secondo nome, per lo più Oliver.

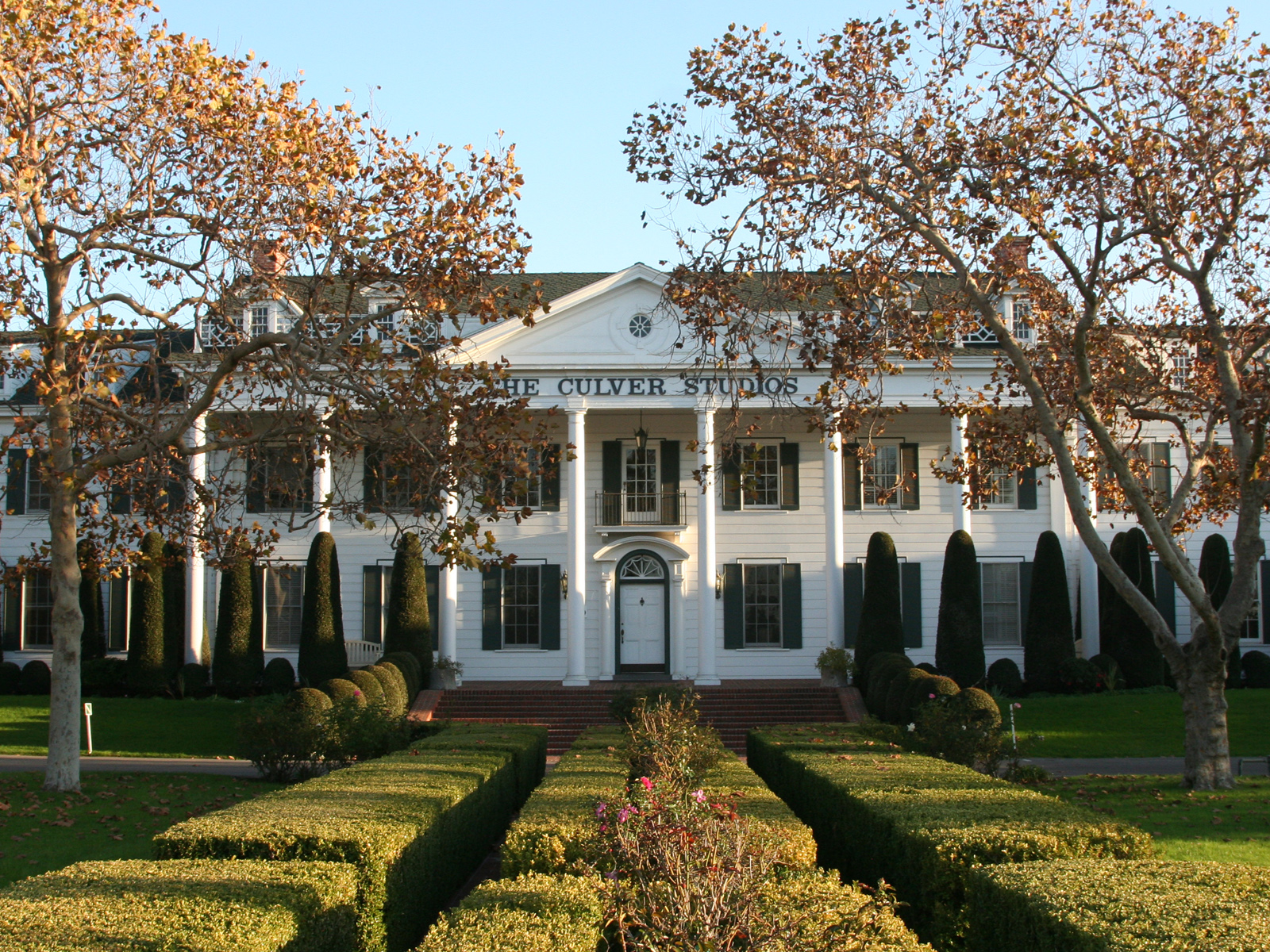
L'edificio dei Culver Studios, sede della Selznick International Pictures dal 1936 al 1956.

Per la RKO, David Selznick produsse una ventina di film, fra cui, nel 1933, King Kong e Topaze. In questo periodo scritturò il cantante-ballerino Fred Astaire. Alla MGM realizzò pellicole i cui titoli dovevano diventare celebri quali il gustoso Pranzo alle otto (1933), con Jean Harlow e John Barrymore, l'avventuroso Viva Villa! (1934), e i letterari Davide Copperfield (1935) e Anna Karenina (1935), quest'ultimo con la grande Greta Garbo. Nel 1936 fondò una propria compagnia di produzione, la Selznick International Pictures, assumendone la presidenza. Fu un periodo assai ricco, caratterizzato da film come Il giardino di Allah (1936), È nata una stella (1937), Il prigioniero di Zenda (1937), Intermezzo (1939).
Nel 1939 realizzò lo straordinario Via col vento con Vivien Leigh e Clark Gable, kolossal in technicolor sulla Guerra di secessione americana, che gli costò mesi di duro lavoro e che lo spinse a portare il suo perfezionismo all'estremo, influendo in maniera determinante sulla realizzazione del film che resta tutt'oggi nella storia del cinema. Da allora, la sua ingerenza nell'impostazione artistica dei film divenne eccessiva e lo portò a clamorose rotture con registi di fama internazionale. Produsse così altri film, tra cui si ricordano Rebecca - La prima moglie (1940) e Il caso Paradine (1948), entrambi di Alfred Hitchcock, e la serie di pellicole di cui fu protagonista la sua seconda moglie, l'attrice Jennifer Jones, come Da quando te ne andasti (1944), Duello al sole (1946), Il ritratto di Jennie (1948) e Stazione Termini (1953), girato in Italia. Si ritirò dal cinema verso la fine degli anni cinquanta.

## Filmografia parziale

### Produttore
- Chinatown Nights, regia di William A. Wellman - produttore associato (1929)
- Beyond the Rockies, regia di Fred Allen (1932)
- Pericolosa partita (The Most Dangerous Game), regia di Irving Pichel e Ernest B. Schoedsack (1932)
- The Animal Kingdom, regia di Edward H. Griffith (1932)
- Our Betters, regia di George Cukor (1933)
- La falena d'argento (Christopher Strong) di Dorothy Arzner (1933)
- Pranzo alle otto (Dinner at Eight), regia di George Cukor (1933)
- Le due strade (Manhattan Melodrama), regia di W. S. Van Dyke e George Cukor (1934)
- Davide Copperfield (The Personal History, Adventures, Experience, & Observation of David Copperfield the Younger), regia di George Cukor (1935)
- Le due città (A Tales of Two Cities), regia di Jack Conway (1935)
- Il giardino di Allah (The Garden of Allah), regia di Richard Boleslawski (1936)
- Lord Fauntleroy (Little Lord Fauntleroy), regia di John Cromwell (1936)
- È nata una stella (A Star Is Born), regia di William A. Wellman (1937)
- Il prigioniero di Zenda (The Prisoner of Zenda), regia di John Cromwell (1937)
- Le avventure di Tom Sawyer (The Adventures of Tom Sawyer), regia di Norman Taurog (1938)
- Intermezzo (Intermezzo: A Love Story), regia di Gregory Ratoff (1939)
- Via col vento (Gone with the Wind), regia di Victor Fleming (1939)
- Rebecca - La prima moglie (Rebecca), regia di Alfred Hitchcock (1940)
- Io ti salverò (Spellbound), regia di Alfred Hitchcock (1945)
- Notorious - L'amante perduta (Notorious), regia di Alfred Hitchcock (1946)
- Duello al sole (Duel in the Sun), regia di King Vidor (1946)
- Il caso Paradine (The Paradine Case), regia di Alfred Hitchcock (1947)
- Il ritratto di Jennie (Portrait of Jennie), regia di William Dieterle (1949)
- Stazione Termini, regia di Vittorio De Sica (1953)
- Addio alle armi (A Farewell to Arms), regia di Charles Vidor (1957)

### Produttore esecutivo
- A che prezzo Hollywood? (What Price Hollywood?), regia di George Cukor (1932)
- Piccole donne (Little Women), regia di George Cukor (1933)
- King Kong, regia di Merian C. Cooper e Ernest B. Schoedsack (1933)

### Sceneggiatore
- Da quando te ne andasti (Since You Went Away), regia di John Cromwell (1944)
- Duello al sole (Duel in the Sun), regia di King Vidor (1946)
- Il caso Paradine (The Paradine Case), regia di Alfred Hitchcock (1947)
- Il ritratto di Jennie (Portrait of Jennie), regia di William Dieterle (1949)